# Maniho pumilio
Maniho pumilio is een spinnensoort uit de familie Desidae. De soort komt voor in Nieuw-Zeeland.